# Pelit (geologi)
Pelit (av grekiska pelos, lera) är en gammal och numera inte så vanlig fältgeologisk term för lerrikt finkornigt klastiskt sediment eller sedimentär bergart , d.v.s. slam, lera eller skiffer med kornstorlek mindre än 0,02 mm. Det motsvarar den från latinet härledda termen lutit. Ofta använder geologer idag pelit för en metamorfos finkornig sedimentär bergart, såsom slamsten eller siltsten, vilka tekniskt sett bör kallas en metapelit. Den typ av aluminiumbärande silikatmineraler som identifierats i berg beror på trycket och temperaturen hos metamorfismen och innefattar vanligtvis ett av glimmergruppens mineraler. Kvarts är alltid närvarande i peliter.
Termen pelit är inte att förväxla med pilit, ett sällan använt namn för en omvandlad olivin som delvis pseudoamorfiskt har ersatts av en kombination av karbonat-klorit-aktinolit och endast kan identifieras i tunna sikt.
Pettijohn (1975) ger följande beskrivande termer baserade på kornstorlek, ägnade att undvika användning av termer som lera eller argillit som bär en implikation av dess kemiska sammansättning. De grekiska termer är mer allmänt använd för omvandlade bergarter, och den latinska för icke-metamorfosiska:
| Textur | Allmän   | Grekisk              | Latinsk            |
| ------ | -------- | -------------------- | ------------------ |
| Grov   | grus(ly) | psefit (psefitisk)   | rudit (rudaceös)   |
| Medium | sand(y)  | psammit (psammitisk) | arenit (arenaceös) |
| Fin    | lera(ey) | pelit (pelitisk)     | lutit (lutaceös)   |